# Porta Heroum

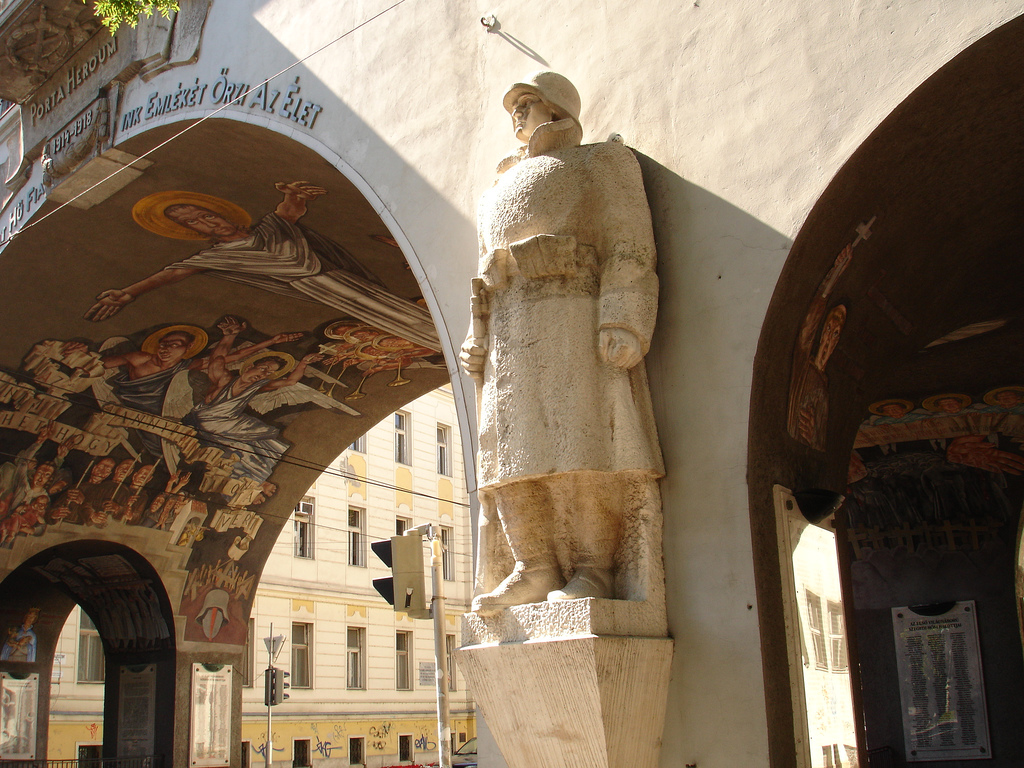
Pohled na jednu ze stran brány.

Porta Heroum (maďarsky Hősök kapuja) je modernistická alegorická brána a památník, která se nachází v maďarském Szegedu. Postavena byla v letech 1936 až 1937. Je zasazena do obytného bloku, který překonává ulici. Připomíná 12 000 padlých maďarských vojáků v první světové válce.
Jejím autorem je Móric Pogány, fresky v oblouku zevnitř vytvořil Vilmos Aba-Novák. Nápad postavit bránu se zrodil v hlavě tehdejšího ministra Kuna von Klebelsberga. V období existence socialistického Maďarska byly původní fresky zničeny zubem času. Obnoveny byly po roce 1990.